# Stachyridopsis rodolphei
El timalí de Deignan (Stachyridopsis rodolphei) es una especie de ave paseriforme de la familia Timaliidae endémica de Tailandia. 

## Distribución y hábitat
Se encuentra únicamente en el norte de Tailandia. Su hábitat natural son los bosques húmedos tropicales de montaña.